# Havet mellem Korshage og Hundested
Havet mellem Korshage og Hundested este o arie protejată (arie de protecție specială avifaunistică — SPA) din Danemarca întinsă pe o suprafață de 3.990 ha, din care 97 % marine.

## Localizare
Centrul sitului Havet mellem Korshage og Hundested este situat la coordonatele 55°57′32″N 11°48′31″E / 55.958889°N 11.808611°E.

## Înființare
Situl Havet mellem Korshage og Hundested a fost declarat arie de protecție specială avifaunistică în mai 1983 pentru a proteja 6 specii de animale.

## Biodiversitate
Situată în ecoregiunile continentală și marină Atlantică, aria protejată nu include niciun habitat protejat.
La baza desemnării sitului se află mai multe specii protejate de  păsări (6): ciuf de câmp (Asio flammeus), Bucephala clangula, sfrâncioc roșiatic (Lanius collurio), ferestrașul mare (Mergus merganser), Mergus serrator, eider (Somateria mollissima).